# Lotte Søvre
Lotte Søvre (8 de enero de 1972) es una deportista noruega que compitió en lucha libre. Ganó dos medallas de bronce en el Campeonato Mundial de Lucha, en los años 1989 y 1990.

## Palmarés internacional
| Campeonato Mundial | Campeonato Mundial | Campeonato Mundial | Campeonato Mundial |
| Año                | Lugar              | Medalla            | Categoría          |
| ------------------ | ------------------ | ------------------ | ------------------ |
| 1989               | Martigny (Suiza)   | Medalla de bronce  | 53 kg              |
| 1990               | Luleå (Suecia)     | Medalla de bronce  | 53 kg              |